# Onthophagus bufulus
Onthophagus bufulus är en skalbaggsart som beskrevs av Gilbert John Arrow 1941. Onthophagus bufulus ingår i släktet Onthophagus och familjen bladhorningar. Inga underarter finns listade i Catalogue of Life.